# Janirella aculeata
Janirella aculeata is een pissebed uit de familie Janirellidae. De wetenschappelijke naam van de soort is voor het eerst geldig gepubliceerd in 1983 door Gamo.